# Брянск
Брянск (на руски: Брянск) е град в Русия, административен център на Брянска област.
Разположен е на 379 км югозападно от Москва по поречието на река Десна при вливането в нея на реките Болва и Снежет. Разделен е на 4 градски района: Бежицки, Володарски (включващ селището Болшое Полпино), Советски, Фокински (включващ селището от градски тип Белие Берега).

## История
Първото споменаване на Брянск е през 1146 г. в Ипатевските летописи, като Дебрянск (също и като Дъбряньск, Дьбряньск и в други правописни форми). Имената са производни на „дъбръ“, дума от славянски произход със значение на „ров“, „низина“ или „гъста гориста местност“; районът е познат със своите гъсти гори, брянские леса, от които днес са останали много малко.
Точната дата на основаване на Брянск не е известна, но косвени данни за нея могат да бъдат открити в ранни руски летописи от края на X в. Археологическите данни от разкопки край старото градище на Чашин курган през 1976 – 1979 година показват, че на територията на днешен Брянск възниква град в последната четвърт на X в. На базата на тези и други данни се счита, че градът е основан през 985 г.
Брянск остава сравнително бедно селище до монголското нашествие в Русия. Той е най-северният от северските градове във владенията на черниговската династия на Рюриковичите. След като монголите убиват Михаил Черниговски и разрушават столицата му, неговият син премества столицата в Брянск. През 1310 г., когато монголите плячкосват града отново, той принадлежи на Смоленското княжество.
Алгирдас Литовски придобива Брянск по наследство през 1356 г. и го отстъпва на сина си, Димитрий I Старши. До края на века, градът е оспорван от Владислав II, Витовт Велики, Свитригайла и Георгий Святославович.
Великото московско княжество завладява Брянск след Ведрошката битка през 1503 г. Градът е превърнат в крепост, която играе важна роля през Смутните времена. Петър I присъединява Брянска към Киевска губерния (1709 – 1781), но Екатерина II решава да премести града към Орелска губерния през 1779 г. По нейно време е създаден и първият герб на Брянск.
През XVII и XVIII в. стопанството на Брянск, който се превръща в областен търговски център, се основава на Свенския панаир, най-големият в Западна Русия. Панаирът се провежда ежегодно под покровителството на Свенски манастир. Със закон започват да се произвеждат и боеприпаси за Руската имперска армия през 1783, с което Брянск се развива от областен пазарски град във важен производствен център на металургията и текстилната индустрия. Населението надхвърля 30 000 до 1917.
През 1918 Беларуската народна република предявява претенции за Брянск, но градът е завзет от болшевиките през 1919. По време на Втората световна война, Брянск е завзет от германците (от 6 октомври 1941 до 17 септември 1943) и е силно разрушен от бомбардировки. Около 60 000 съветски партизани действат във и около Брянск, нанасяйки тежки загуби на германската армия. Скоро след освобождението си Брянск става административен център на Брянска област (1944).

## Съвременен град
Днес Брянск е важен център на стоманената и машиностроителната промишленост, а има и много други големи фабрики. Важно място заема вагоностроенето и локомотивостроенето. Брянск има два университета, три театъра и техническа академия. Брянска област е умерено пострадала от аварията в Чернобил.

## Родени в Брянск
- Виктор Афанасиев, руски космонавт
- Светлана Кривельова, състезателка по хвърляне на гюле
- Наум Габо, скулптор и архитект

## Починали в Брянск
- Станке Димитров (Марек), български комунистически лидер, загинал при самолетна катастрофа близо до града.

## Побратимени градове
- Гомел, Беларус
- Добеле, Латвия
- Дупница, България
- Дьор, Унгария
- Карлово, България
- Конин, Полша
- Лоуъл, Масачузетс, САЩ
- Могильов, Беларус
- Науйойи Акмяне, Литва
- Орел, Русия
- Северодвинск, Русия
- Чернигов, Украйна